# رودريغو ريفيرا
رودريغو ريفيرا (بالإسبانية: Rodrigo Rivera)‏ (2 ديسمبر 1983 في تشيلي - ) هو لاعب كرة قدم تشيلي في مركز الدفاع. شارك مع منتخب تشيلي لكرة القدم. أما مع النوادي، فقد لعب مع نادي أونيفرسيداد دي تشيلي وكوريكو يونيدو وهواتشيباتو وديبورتيفو نوبلينس ‏ ونادي كوكيمبو أونيدو.

## مسيرته الكروية
لعب رودريغو ريفيرا خلال مسيرته الاحترافية مع 5 أندية في عشرة مواسم وسجل خلالها 5 أهداف ضمن 119 مباراة. ولم يفز بأي موسم بالكأس وفاز في موسم واحد بالدوري.
خاض رودريغو ريفيرا مسيرته مع نادي كوكيمبو أونيدو في موسم 2003 ليلعب معه أربعة مواسم، مشاركًا في 49 مباراة سجل خلالها 3 أهداف. ثم انتقل إلى نادي أونيفرسيداد دي تشيلي في موسم 2007 واستمر معه طيلة ثلاثة مواسم، حيث شارك في 43 مباراة سجل خلالها هدفًا واحدًا. لينتقل بعدها إلى نادي هواتشيباتو ما بين عامي 2010 و2011 لمدة موسم واحد، مشاركًا في 4 مباريات ولم يسجل أي هدف. ثم انتقل إلى ديبورتيفو نوبلينس ‏ ما بين عامي 2011 و2012 لمدة موسم واحد، مشاركًا في 12 مباراة سجل خلالها هدفًا واحدًا. هذا وانتقل لاحقًا إلى كوريكو يونيدو ما بين عامي 2012 و2013 لمدة موسم واحد، مشاركًا في 11 مباراة ولم يسجل أي هدف.

## وصلات خارجية
- رودريغو ريفيرا على موقع قاعدة بيانات كرة القدم.إي يو (الإنجليزية)
- رودريغو ريفيرا على موقع ناشيونال فوتبول تيمز (الإنجليزية)
- رودريغو ريفيرا على موقع عالم كرة القدم.نت (الإنجليزية)